# 1901 aux États-Unis
Pour des articles plus généraux, voir Chronologie des États-Unis et 1901.
Chronologie des États-Unis
- 1897
- 1898
- 1899
- 1900
- 1901
- 1902
- 1903
- 1904
- 1905

Cette page concerne des événements d'actualité qui se sont produits durant l'année 1901 du calendrier grégorien aux États-Unis.

## Événements
- 6 janvier : lancement de la croisade « anti baiser » aux États-Unis soutenue par les ligues de moralité chrétienne et les hygiénistes.
- 10 janvier : découverte du premier grand champ pétrolifère au Texas à Beaumont.
- 12 février : le Delaware ratifie définitivement le treizième amendement de la Constitution des États-Unis et abolit ainsi l'esclavage sur son territoire.
- 2 mars : l’amendement Platt reconnaît un droit d’intervention des États-Unis à Cuba.
- 3 mars[1]: création du National Bureau of Standards, qui ouvre l’ère de la production de masse.
- 1er avril : formation de la U.S. Steel Company par John Pierpont Morgan, premier trust au capital de plus d’un milliard de dollars qui produit les 3/5° de l’acier du pays et emploie 170 000 salariés.
- 15 avril : Emilio Aguinaldo, leader philippin, demande à ses compatriotes de se soumettre aux États-Unis.
- 1er mai-2 novembre : Pan-American Exposition Buffalo (New York)
- 12 juin : Cuba devient un protectorat américain. Les États-Unis ont le droit d'intervenir dans l'île. Ils reçoivent la baie de Guantánamo et contrôlent l'économie de l'île.
- 6 septembre : attentat contre le président des É.-U., William McKinley, qui succombera à ses blessures une semaine plus tard (le 14).
- 14 septembre : à la suite du décès de William McKinley, Theodore Roosevelt devient président des États-Unis d'Amérique. Roosevelt est soucieux de restaurer la démocratie pour défendre la libre-entreprise des périls auxquels l’exposent ses propres excès. Il s’entoure de conseillers représentant le capital et la finance (Marcus Hanna, Robert Bacon, George W. Perkins, Elihu Root, Nelson W. Aldrich, James Stillman…).
- 18 novembre : traité Hay-Pauncefote. Le Royaume-Uni donne carte blanche aux États-Unis aux Antilles. Les États-Unis reçoivent le droit exclusif de construire et d’exploiter le canal de Panama.
- 12 décembre : premier message radiotélégraphique envoyé à travers l’Atlantique (Marconi).
- Vague de réformes progressistes (1901-1910). Les classes moyennes se révoltent contre « la jungle » et cherchent à supprimer les excès qui lui sont dénoncés : exploitation du travail des enfants et des femmes, domination arrogante des grands intérêts privés, corruption des machines politiques, gaspillage des ressources nationales et vente de marchandises de mauvaise qualité, voire avariées.
- Les champs de coton sont ravagés par un parasite, l’anthonome.
- Loi sur le logement (meilleure aération et toilettes séparées).